# جيمس أوبراين
جيمس أوبراين (بالإنجليزية: James O'Brien)‏ هو سياسي نيوزلندي، ولد في 8 يونيو 1874، وتوفي في 28 سبتمبر 1947 في ويلينغتون في نيوزيلندا. حزبياً، نشط في حزب العمال النيوزيلندي. وقد انتخب عضو مجلس النواب نيوزيلندا.